# Hermannia linearifolia
Hermannia linearifolia är en malvaväxtart som beskrevs av William Henry Harvey. Hermannia linearifolia ingår i släktet Hermannia och familjen malvaväxter. Inga underarter finns listade i Catalogue of Life.